# Lista de representantes permanentes da Áustria nas Nações Unidas
Esta é uma lista de representantes permanentes da Áustria, ou outros chefes de missão, junto da Organização das Nações Unidas em Nova Iorque.
A Áustria foi admitida como membro das Nações Unidas a 14 de dezembro de 1955.
| Início | Término | Representante permanente (Chefe de missão) | Cargo                    | Credenciais |
| ------ | ------- | ------------------------------------------ | ------------------------ | ----------- |
| 1956   | 1964    | Franz Matsch                               | Representante permanente |             |
| 1964   | 1968    | Kurt Waldheim                              | Representante permanente |             |
| 1968   | 1970    | Heinrich Haymerle                          | Representante permanente |             |
| 1970   | 1971    | Kurt Waldheim                              | Representante permanente |             |
| 1972   | 1978    | Peter Jankowitsch                          | Representante permanente |             |
| 1978   | 1982    | Thomas Klestil                             | Representante permanente |             |
| 1982   | 1988    | Karl Fischer                               | Representante permanente |             |
| 1988   | 1993    | Peter Hohenfellner                         | Representante permanente |             |
| 1993   | 1999    | Ernst Sucharipa                            | Representante permanente |             |
| 1999   | 2008    | Gerhard Pfanzelter                         | Representante permanente | 1999-09-07  |
| 2008   | 2011    | Thomas Mayr-Harting                        | Representante permanente | 2008-12-09  |
| 2011   | 2015    | Martin Sajdik                              | Representante permanente | 2012-01-04  |
| 2015   | atual   | Jan Kickert                                | Representante permanente | 2015-09-08  |